# Wilrijk
Wilrijk är en ort i Belgien.   Den ligger i provinsen Antwerpen och regionen Flandern, i den centrala delen av landet, 40 km norr om huvudstaden Bryssel. Wilrijk ligger 16 meter över havet och antalet invånare är 38 319.
Terrängen runt Wilrijk är mycket platt. Runt Wilrijk är det mycket tätbefolkat, med 1 632 invånare per kvadratkilometer.. Närmaste större samhälle är Antwerpen, 5,9 km norr om Wilrijk. 
Runt Wilrijk är det i huvudsak tätbebyggt.